# Jezdecká socha Karla IV.
Jezdecká socha Karla IV. v Karlových Varech se nachází v lázeňském centru města na Divadelním náměstí. Byla vytvořena českým sochařem Michalem Gabrielem ve spoluautorství s Michaelem Gabrielem v letech 2017–2022. Vyrobena byla v trutnovské společnosti Kasper Kovo s.r.o. Slavnostní odhalení se uskutečnilo dne 7. května 2022 při příležitosti zahájení 665. karlovarské lázeňské sezony.

## Historie sochy
Úvahy o realizaci čtvrté sochy zakladatele Karlových Varů, císaře římského a krále českého Karla IV. vznikly v roce 2016 při oslavách 700. výročí jeho narození. Aktivitu inicioval Rotary klub Karlovy Vary ve spolupráci s karlovarskou galerií umění.
V dalším období se jednalo o typu pomníku a jeho umístění. Rotary klub pro realizaci pomníku inicioval veřejnou sbírku. Kancelář architekta města doporučila umístit pomník na Divadelním náměstí s tím, že prostranství v rámci většího projektu spojeného s úpravou Císařských lázní ještě projde celkovou proměnou.
V roce 2017 uspořádal Rotary klub soutěž na tvůrce pomníku, kde zvítězil návrh sochaře Michala Gabriela. Ve spoluautorství s Michaelem Gabrielem a výrobou v trutnovské společnosti Kasper Kovo s.r.o. byla socha v následných pěti letech vytvořena.
Roku 2019 podepsali zástupci Karlovarského kraje a karlovarského Rotary klubu memorandum o spolupráci při přípravě umístění sochy. Její slavnostní odhalení se uskutečnilo 7. května 2022 u příležitosti zahájení 665. karlovarské lázeňské sezony.

## Popis sochy
Socha stojí v lázeňské části města na Divadelním náměstí. Jedná se pomník v podobě jezdeckého monumentu. Je sestaven z 280 dílů 10 mm silného ocelového plechu. Jednotlivé šablony byly vyřezány laserovou technologií a do celku vrstveny navařováním. Sokl má 56 lamel. Mezery mezi lamelami jsou vymezeny čtyřmi krátkými lamelami ve spodní části soklu.
Hustý rastr ocelových desek má optický účinek, zejména v partiích soklu s průsvitem svatováclavské koruny jako symbolu majestátu Karla IV. 
Výška díla vč. soklu je 5,6 metrů, váha byla odhadnuta na 30 tun.
Do sochy byla umístěna schránka se seznamem donátorů. Je v ní uloženo též memorandum města Karlovy Vary a Karlovarského kraje, drobné předměty a denní tisk.
Pod pomníkem na přední straně nízkého soklu je vytesán nápis:
KAREL IV. / 1316 – 1378 / CÍSAŘ ŘÍŠE ŘÍMSKÉ Z BOŽÍ MILOSTI / KRÁL ŘÍMSKÝ ČESKÝ LOMBARDSKÝ ARELATSKÝ / HRABĚ LUCEMBURSKÝ / PATER PATRIAE / ZAKLADATEL KARLOVÝCH VARŮ

Na zadní straně ocelového soklu je deska se jmény tvůrců:
AUTOR:
PROF. AKAD. SOCH. MICHAL GABRIEL

SPOLUAUTOR:
ING. ARCH. MICHAEL GABRIEL

2017–2022

VYROBILA FIRMA KASPER

### Slova autora
Neobvyklé dílo popsal sám autor Michal Gabriel: „Je to materiál, který dokonale pracuje se světlem. Když ho navíc ještě spojím s lamelami, tak vlastně nutím člověka, pokud chce nahlédnout dovnitř a objevovat, aby chodil okolo. Neroztáčím sochu, roztáčím diváka.“

## Cena sochy
Cena sochy byla stanovena na osm milionů korun.
Podle článku Karlovarského deníku.cz hlásil v sobotu 7. května 2022, tedy v den slavnostního odhalení sochy, transparentní účet pro výstavbu sochy, že do celkové částky zbývá vybrat ještě více než dva miliony korun. Manažerka jezdecké sochy Dominika Bártová dříve uvedla, že sochař Michal Gabriel dostane za své dílo zaplaceno, až bude celá částka vybrána. Primátorka města Karlovy Vary Andrea Pfeffer Ferklová sdělila, že dofinancování díla není starostí města.

## Poznámka

### Tři historické pomníky
Jezdecká socha z roku 2022 je čtvrtým pomníkem v Karlových Varech, který byl věnován zakladateli města Karlu IV.
První a nejstarší, ztvárněna pravděpodobně neznámým barokním umělcem pochází z roku 1739. Je umístěna na průčelí Městské knihovny. Druhá socha v pořadí sochaře Josefa Maxe byla odhalena roku 1858 v sadech Jeana de Carro u příležitosti 500. výročí založení města. Obě tyto práce byly prohlášeny za kulturní památku. Třetí karlovarský pomník Karla IV. stojí před Císařskými lázněmi v sadech Karla IV. Byl vytvořen v roce 1955 sochařem Otakarem Švecem.